# 威廉·菲利普·海恩
威廉·菲利普·海恩（William Philip Hiern，1839年1月19日—1925年11月28日）为英国数学家及植物学家。